# Чемпионат мира по лыжному ориентированию 2017 года
XXII чемпионат мира по лыжному ориентированию прошёл в Красноярске (Красноярский край, Россия) с 5 по 13 марта 2017 года. Этот турнир стал первым тестовым мероприятием перед проведением XXIX Всемирной зимней универсиады 2019 года в Красноярске. 

## Программа
Всего было разыграно 9 комплектов медалей, по 4 у мужчин и женщин в спринте, средней дистанции, длинной дистанции, эстафете и один комплект медалей в смешанной эстафете.

## Расписание соревнований
Время начала соревнований указано в красноярском часовом поясе MSK+4 (UTC+7).
| Дата     | Дисциплина                 |
| -------- | -------------------------- |
| 7 марта  | Смешанная эстафета         |
| 8 марта  | Женщины, спринт            |
| 8 марта  | Мужчины, спринт            |
| 9 марта  | Женщины, средняя дистанция |
| 10 марта | Мужчины, средняя дистанция |
| 11 марта | Женщины, длинная дистанция |
| 11 марта | Мужчины, длинная дистанция |
| 12 марта | Женщины, эстафета          |
| 12 марта | Мужчины, эстафета          |

## Общая информация

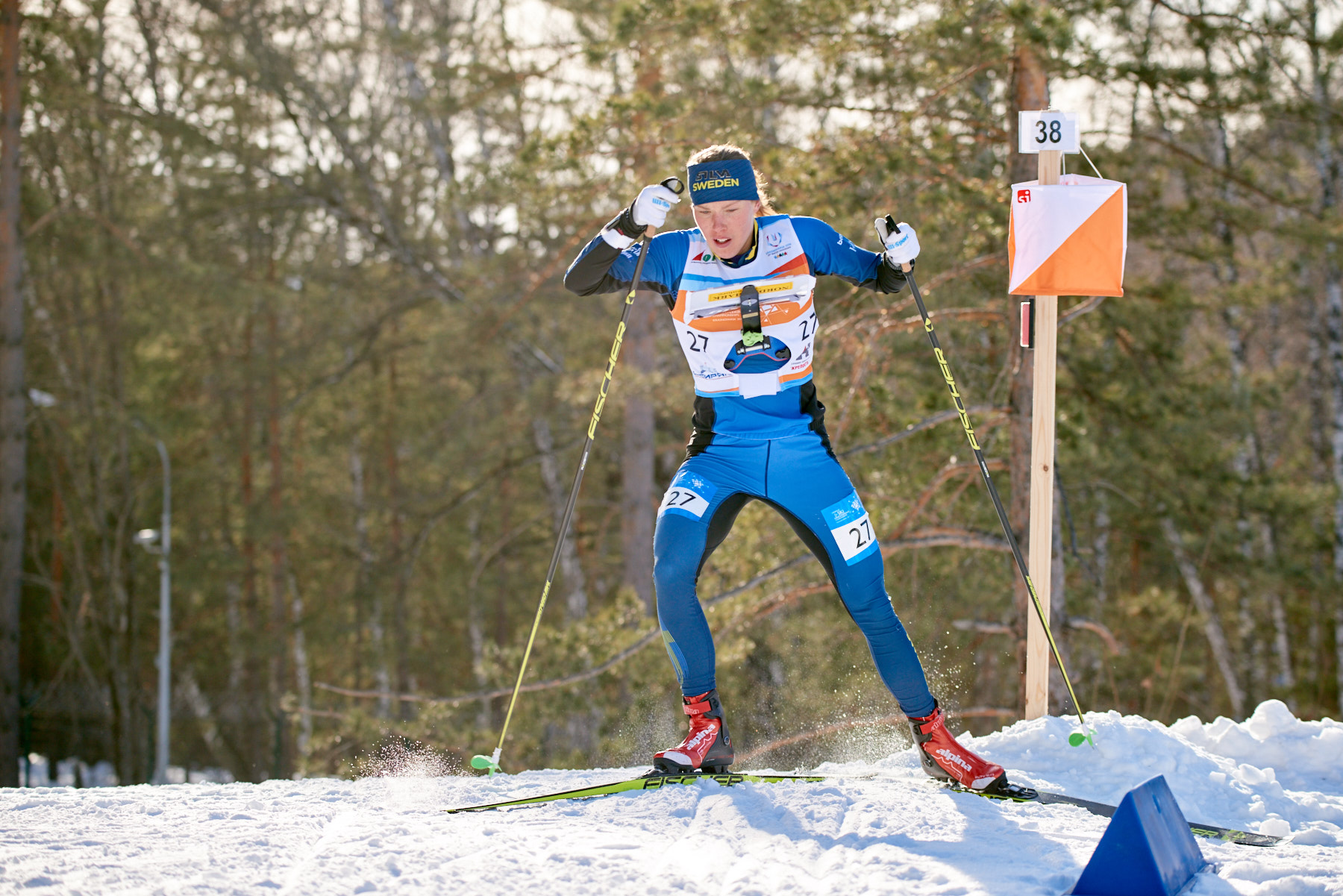
Туве Александерссон на чемпионате мира по лыжному ориентированию-2017

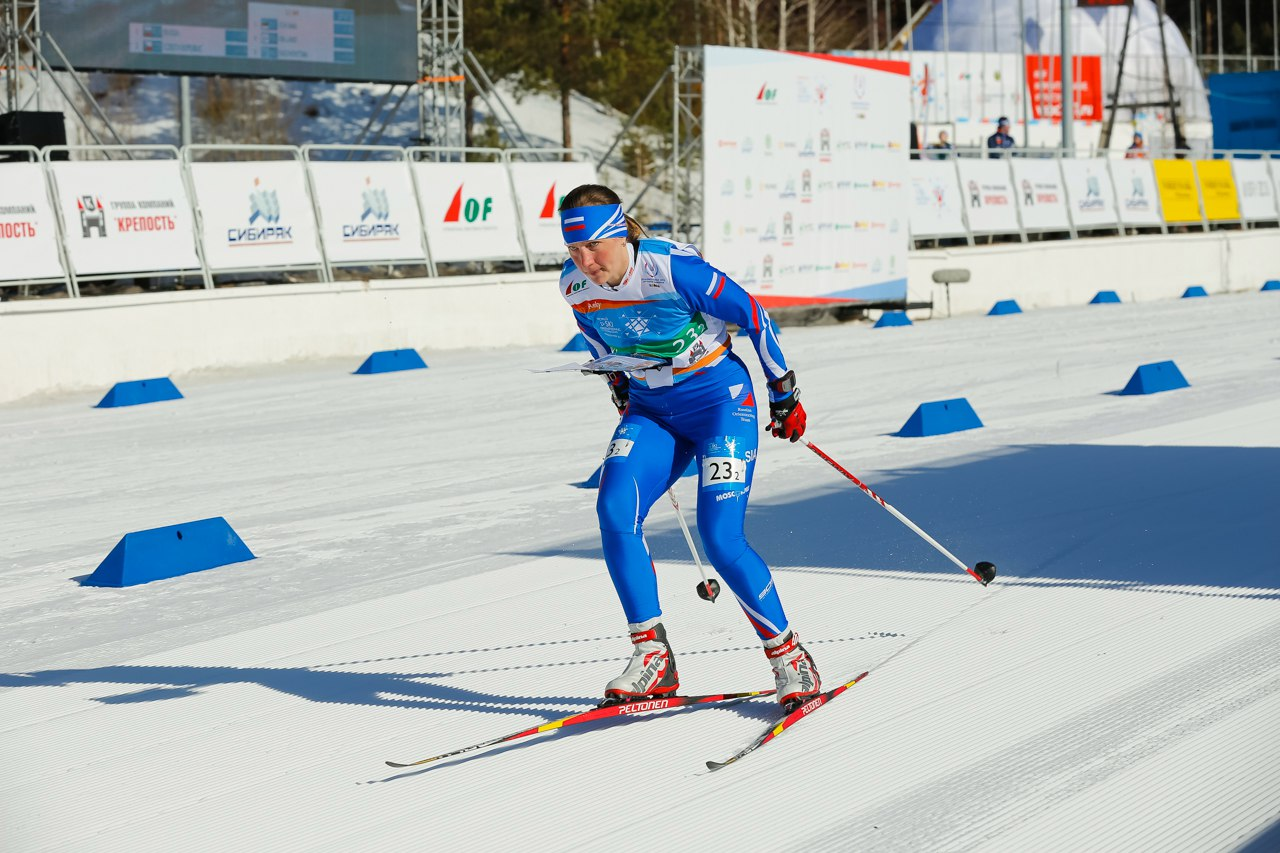
Полина Фролова на чемпионате мира по лыжному ориентированию-2017

Соревнования чемпионата прошли на территории спортивного комплекса "Академия биатлона", который находится в живописном районе Красноярска, на склоне Николаевской сопки, в лесу, в 15 минутах езды от центра города. Трибуны стадиона спортивного комплекса «Академия биатлона» в дни чемпионата приняли порядка 1500 зрителей. Для соревнований было подготовлено 115 километров лыжных трасс.
Чемпионат заполнился яркими выступлениями шведской спортсменки Туве Александерссон и россиянки Полины Фроловой, которая, к слову, является уроженкой Красноярского края. Скандинавская ориентировщица сумела выиграть 3 золотых медали: в смешанной эстафете, в спринте и на средней дистанции. По итогам турнира Александерссон стала восьмикратной чемпионкой мира по лыжному ориентированию. Фролова отметилась другим значительным достижением - она сумела выиграть медали во всех гонках, в которых принимала участие. На счету российской спортсменки серебро в смешанной эстафете, серебро в спринте, серебро на средней дистанции, бронза на длинной дистанции и золото в эстафете. Кроме того, на чемпионате мира в Красноярске случилось историческое событие - болгарин Станимир Беломажев выиграл для своей страны золотую медаль, которая стала первой с 1994 года. На финише спортсмен сломал лыжные палки от переполнявших его эмоций.

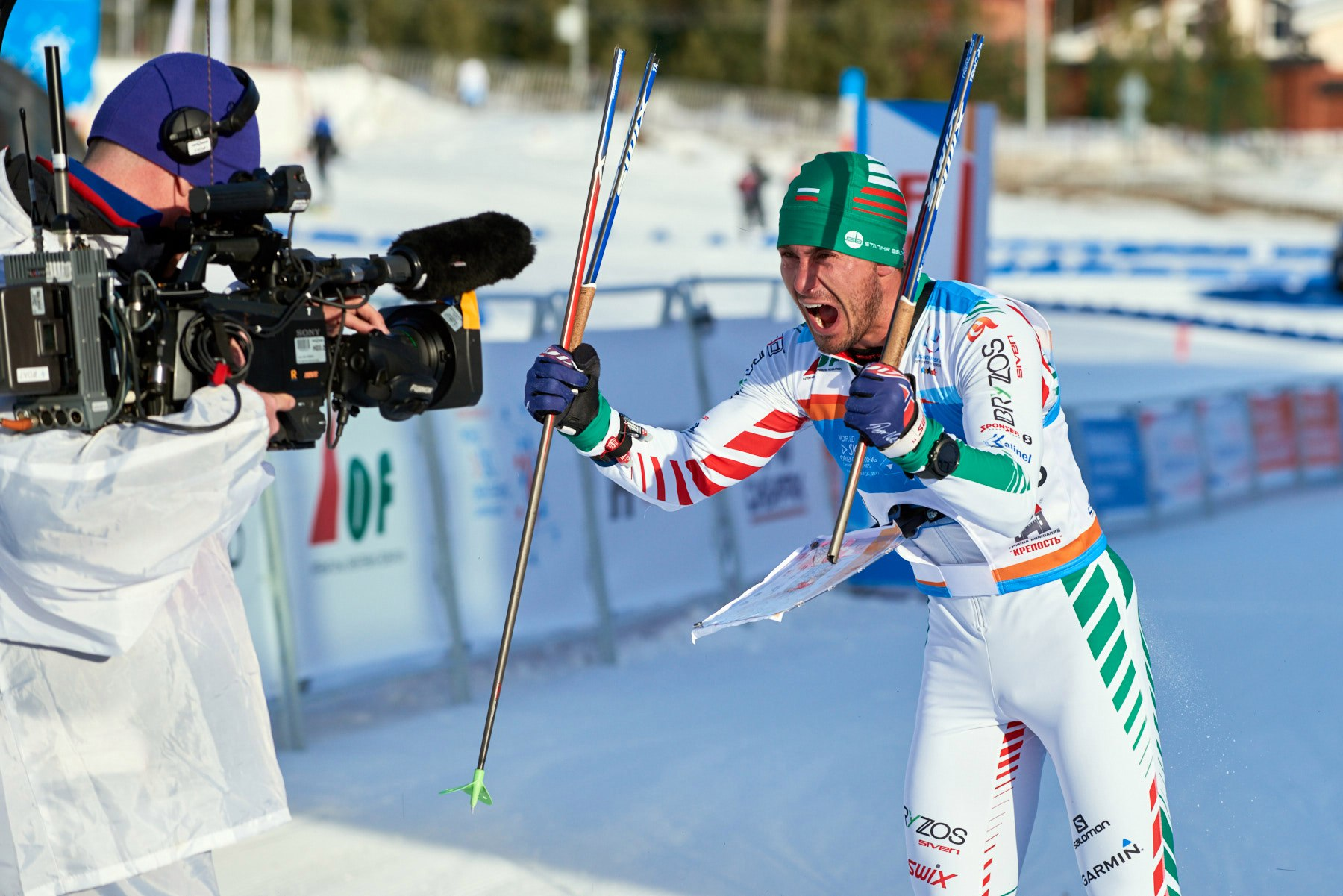
Станимир Беломажев на чемпионате мира по лыжному ориентированию-2017

### Страны-участницы
| № п/п  | Страна     | Мужчины | Женщины |
| 1.     | Австрия    | 2       | -       |
| 2.     | Беларусь   | 2       | 1       |
| 3.     | Болгария   | 2       | 2       |
| 4.     | Германия   | 1       | 1       |
| 5.     | Италия     | 2       | 1       |
| 6.     | Казахстан  | 4       | 4       |
| 7.     | Кыргызстан | 1       | 1       |
| 8.     | Латвия     | 2       | -       |
| 9.     | Литва      | 3       | 1       |
| 10.    | Норвегия   | 5       | 1       |
| 11.    | Польша     | 1       | 1       |
| 12.    | Россия     | 6       | 6       |
| 13.    | Румыния    | 3       | -       |
| 14.    | Словения   | 1       | -       |
| 15.    | Украина    | 1       | -       |
| 16.    | Финляндия  | 5       | 5       |
| 17.    | Чехия      | 4       | 4       |
| 18.    | Швейцария  | 2       | 1       |
| 19.    | Швеция     | 4       | 4       |
| 20.    | Эстония    | 4       | 3       |
| 21.    | Япония     | 3       | 1       |
| Итого: |            | 58      | 36      |

### Медальная таблица
| Место | Страна    | Золото | Серебро | Бронза | Всего |
| ----- | --------- | ------ | ------- | ------ | ----- |
| 1     | Швеция    | 5      | 2       | 0      | 7     |
| 2     | Россия    | 3      | 6       | 2      | 11    |
| 3     | Болгария  | 1      | 0       | 0      | 1     |
| 4     | Финляндия | 0      | 1       | 4      | 5     |
| 5     | Норвегия  | 0      | 0       | 2      | 2     |
| 6     | Чехия     | 0      | 0       | 1      | 1     |
| Всего | Всего     | 9      | 9       | 9      | 27    |

По итогам чемпионата мира-2017, который проходил с 5 по 13 марта на территории «Академии биатлона», лидером медального зачета стала сборная Швеции - пять золотых медалей и два серебра, в копилке россиян – три золота, шесть серебряных наград и две бронзы, у Болгарии – одно золото, у финнов – одно серебро и четыре бронзы, у Норвегии – две бронзы, у Чехии – одна бронза.

## Призёры

### Мужчины
| Дисциплина        | Золото                                                | Золото     | Серебро                                              | Серебро    | Бронза                                                         | Бронза     |
| Спринт            | Ульрик Нордберг Швеция                                | 00:13:51,4 | Андрей Ламов Россия                                  | 00:13:53,1 | Сергей Горланов Россия                                         | 00:14:04,9 |
| Средняя дистанция | Станимир Беломажев Болгария                           | 00:33:48   | Эрик Рост Швеция                                     | 00:34:03   | Ларс Мохолдт Норвегия                                          | 00:34:54   |
| Длинная дистанция | Эрик Рост Швеция                                      | 01:46:04   | Кирилл Веселов Россия                                | 01:47:22   | Ларс Мохолдт Норвегия                                          | 01:47:27   |
| Эстафета          | Россия Андрей Григорьев, Кирилл Веселов, Андрей Ламов | 01:29:13   | Швеция Мартин Хаммарберг, Ульрик Нордберг, Эрик Рост | 01:30:25   | Финляндия Теро Линнайнмаа, Юри Ууситало, Вилле Петтери Саарела | 01:32:21   |

### Женщины
| Дисциплина        | Золото                                                   | Золото     | Серебро                                                | Серебро    | Бронза                                                  | Бронза     |
| Спринт            | Туве Александерссон Швеция                               | 00:13:54,2 | Полина Фролова Россия                                  | 00:14:02,0 | Салла Коскела Финляндия                                 | 00:14:12,1 |
| Средняя дистанция | Туве Александерссон Швеция                               | 00:32:09   | Полина Фролова Россия                                  | 00:33:46   | Салла Коскела Финляндия                                 | 00:34:16   |
| Длинная дистанция | Мария Кечкина Россия                                     | 01:25:33   | Алёна Трапезникова Россия                              | 01:30:27   | Полина Фролова Россия                                   | 01:30:41   |
| Эстафета          | Россия Алёна Трапезникова, Полина Фролова, Мария Кечкина | 01:23:47   | Финляндия Мирка Суутари, Марьют Турунен, Салла Коскела | 01:27:09   | Чехия Петра Хансова, Кристина Колинова, Ханна Ханчикова | 01:33:07   |

### Смешанная эстафета
| Дисциплина         | Золото                                | Золото | Серебро                             | Серебро | Бронза                                         | Бронза |
| Смешанная эстафета | Швеция Туве Александерссон, Эрик Рост | 35:22  | Россия Полина Фролова, Андрей Ламов | 36:15   | Финляндия Салла Коскела, Вилле Петтери Саарела | 37:14  |

## Оценка турнира
Чемпионат мира в Красноярске получил высокую оценку от Президента Международной федерации спортивного ориентирования Лехо Халдны: 
Очень доволен организацией чемпионата мира в Красноярске, у вас задействована большая команда, что, конечно, связано с тем, что наш чемпионат – тестовое мероприятие для дирекции Зимней универсиады-2019. Все проходит на высочайшем уровне: потрясающая атмосфера на стадионе, много зрителей, много СМИ. Обычно лыжное ориентирование такого интереса не вызывает.